# Дмитриев, Гавриил Михайлович
Гавриил Михайлович Дмитриев (род. 3 февраля 1948, Бестяхский наслег, Якутская АССР) — советский борец вольного стиля. Двукратный чемпион СССР.

Старший брат олимпийского чемпиона по вольной борьбе Романа Дмитриева.

## Биография
Родился 3 февраля 1948 года в многодетной якутской семье из пяти мальчиков и одной девочки, в которой был старшим сыном. Борьбой начал заниматься в 1964 году, вместе с младшим братом Романом Дмитриевым.

В 1966 году вместе с Романом перешел в Чурапчинскую школу-интернат вольной борьбы, где тренировался у Дмитрия Коркина. В 1967 году стал мастером спорта СССР.

Со второй половины 1968 года выступал за спортивный клуб ЦСКА (Москва) под руководством тренера Сергея Преображенского. Боролся в весовых категориях до 52 кг, до 57 кг. С 1971 года — мастер спорта СССР международного класса.

## Спортивные достижения
- Двукратный чемпион СССР (1970, 1971), серебряный призёр чемпионата СССР (1969).
- Чемпион Спартакиады Дружественных армий социалистических стран (1969).
- Чемпион РСФСР (1974), бронзовый призёр чемпионата РСФСР (1973).
- Четырехкратный чемпион Якутской АССР (1968, 1974, 1975, 1976), бронзовый призёр чемпионата ЯАССР (1973).

## Признание
В Краеведческом музее имени Е. Ярославского (Якутск) выставлены спортивные награды Гавриила и Романа Дмитриевых.